# Argentina i olympiska vinterspelen 2022
Argentina deltog i de olympiska vinterspelen 2022 som ägde rum i Peking i Kina mellan den 4 och 20 februari 2022.
Argentinas lag bestod av två manliga och fyra kvinnliga idrottare som tävlade i fyra sporter. Den alpina skidåkaren Francesca Baruzzi och längdåkaren Franco Dal Farra var landets fanbärare vid öppningsceremonin. Skridskoåkaren Maria Victoria Rodriguez var fanbärare vid avslutningsceremonin.

## Alpin skidåkning
Argentina kvalificerade en manlig och en kvinnlig alpin skidåkare till OS.
| Idrottare               | Gren                 | Åk 1    | Åk 1      | Åk 2             | Åk 2             | Totalt           | Totalt           |
| Idrottare               | Gren                 | Tid     | Placering | Tid              | Placering        | Tid              | Placering        |
| ----------------------- | -------------------- | ------- | --------- | ---------------- | ---------------- | ---------------- | ---------------- |
| Tomás Birkner de Miguel | Herrarnas slalom     | DNF     | DNF       | Gick inte vidare | Gick inte vidare | Gick inte vidare | Gick inte vidare |
| Tomás Birkner de Miguel | Herrarnas storslalom | DNF     | DNF       | Gick inte vidare | Gick inte vidare | Gick inte vidare | Gick inte vidare |
| Francesca Baruzzi       | Damernas storslalom  | 1.02,43 | 34        | 1.01,57          | 30               | 2.04,00          | 29               |
| Francesca Baruzzi       | Damernas slalom      | DNF     | DNF       | Gick inte vidare | Gick inte vidare | Gick inte vidare | Gick inte vidare |
| Francesca Baruzzi       | Damernas super-G     | i.u.    | i.u.      | i.u.             | i.u.             | 1.16,65          | 29               |

## Hastighetsåkning på skridskor
Argentina kvalificerade en kvinnlig skridskoåkare till OS. Det var första gången Argentina deltog i sporten vid olympiska vinterspelen.
Distans
| Idrottare                | Gren           | Tävling | Tävling   |
| Idrottare                | Gren           | Tid     | Placering |
| ------------------------ | -------------- | ------- | --------- |
| Maria Victoria Rodriguez | Damernas 500 m | 39,70   | 30        |

Masstart
| Idrottare                | Gren              | Semifinaler | Semifinaler | Semifinaler | Final            | Final            | Final            |
| Idrottare                | Gren              | Poäng       | Tid         | Placering   | Poäng            | Tid              | Placering        |
| ------------------------ | ----------------- | ----------- | ----------- | ----------- | ---------------- | ---------------- | ---------------- |
| Maria Victoria Rodriguez | Damernas masstart | 0           | 9 lopp      | 14          | Gick inte vidare | Gick inte vidare | Gick inte vidare |

## Längdskidåkning
Argentina kvalificerade en manlig och en kvinnlig längdåkare till OS.
Distans
| Idrottare        | Gren                          | Klassisk stil | Klassisk stil | Fristil | Fristil   | Final   | Final    | Final     |
| Idrottare        | Gren                          | Tid           | Placering     | Tid     | Placering | Tid     | Diff.    | Placering |
| ---------------- | ----------------------------- | ------------- | ------------- | ------- | --------- | ------- | -------- | --------- |
| Franco Dal Farra | Herrarnas 15 km klassisk stil | i.u.          | i.u.          | i.u.    | i.u.      | 48.35,5 | +10.40,7 | 86        |
| Franco Dal Farra | Herrarnas 30 km skiathlon     | Varvad        | Varvad        | Varvad  | Varvad    | Varvad  | Varvad   | 63        |
| Nahiara Díaz     | Damernas 10 km klassisk stil  | i.u.          | i.u.          | i.u.    | i.u.      | 40.30,8 | +12.24,5 | 96        |

Sprint
| Idrottare        | Gren      | Kval    | Kval      | Kvartsfinal      | Kvartsfinal      | Semifinal        | Semifinal        | Final            | Final            |
| Idrottare        | Gren      | Tid     | Placering | Tid              | Placering        | Tid              | Placering        | Tid              | Placering        |
| ---------------- | --------- | ------- | --------- | ---------------- | ---------------- | ---------------- | ---------------- | ---------------- | ---------------- |
| Franco Dal Farra | Herrarnas | 3.09,95 | 74        | Gick inte vidare | Gick inte vidare | Gick inte vidare | Gick inte vidare | Gick inte vidare | Gick inte vidare |
| Nahiara Díaz     | Damernas  | 4.05,46 | 83        | Gick inte vidare | Gick inte vidare | Gick inte vidare | Gick inte vidare | Gick inte vidare | Gick inte vidare |

## Rodel
Argentina kvalificerade en kvinnlig åkare till OS.
| Idrottare              | Gren            | Åk 1   | Åk 1      | Åk 2   | Åk 2      | Åk 3   | Åk 3      | Åk 4             | Åk 4             | Totalt   | Totalt    |
| Idrottare              | Gren            | Tid    | Placering | Tid    | Placering | Tid    | Placering | Tid              | Placering        | Tid      | Placering |
| ---------------------- | --------------- | ------ | --------- | ------ | --------- | ------ | --------- | ---------------- | ---------------- | -------- | --------- |
| Veronica Maria Ravenna | Damernas singel | 59,811 | 24        | 59,780 | 22        | 59,719 | 25        | Gick inte vidare | Gick inte vidare | 2.59,310 | 24        |